# KSV Schriek
KSV Schriek is een Belgische voetbalclub uit Schriek. De club is aangesloten bij de KBVB met stamnummer 4892 en heeft geel-blauw als kleuren. Schriek speelde in zijn bestaan hoofdzakelijk in de provinciale reeksen, al kende het enkele seizoenen in de nationale reeksen.

## Geschiedenis
De club werd opgericht in 1947; in 1948 sloot men aan bij de Belgisch Voetbalbond. Schriek ging van start in de regionale reeksen. In 1964/65 pakte men voor de eerste maal een titel, in Derde Provinciale. Ook in 1969 en 1974 pakte men een titel in de lagere provinciale reeksen.
In de tweede helft van de jaren 70 kende de club een succesvolle periode. In 1976 werd de ploeg tweede in zijn reeks, en behaalde zo promotie naar de hoogste provinciale afdeling. De club bleef succesvol, want een jaar later dwong men opnieuw promotie af, ditmaal naar Vierde Klasse. Zo trad de club in 1977 voor het eerst in zijn bestaan aan in de nationale reeksen. Het verblijf bleef echter beperkte tot dit ene seizoen. Schriek werd op twee na laatste en zakte weer.
Schriek kon zich de volgende jaren handhaven in Eerste Provinciale. In de eerste helft van de jaren 90 kende men weer een sterke periode. Schriek won in 1991 een eindrondefinale, en promoveerde nog eens naar de nationale Vierde Klasse. De ploeg sloot er zijn eerste seizoen zelfs af op een verdienstelijke vijfde plaats in zijn reeks. Schriek kon deze prestatie niet herhalen in zijn tweede seizoen, en zakte in 1993 terug naar Eerste Provinciale. Daar speelde men in 1994 meteen weer kampioen, met een bijhorende promotie tot gevolg. Na een seizoen Vierde Klasse zakte men echter uiteindelijk toch weer.
Na een paar jaar in Eerste Provinciale diende men 1999 nog een reeks te zakken. Schriek slaagde er niet in terug te promoveren naar het hoogste provinciale niveau, ondanks enkele goede seizoenen. In 2005 degradeerde men uiteindelijk zelfs naar Derde Provinciale. Na drie seizoenen kon men daar in 2008 dankzij een titel uiteindelijk toch weer de terugkeer naar Tweede Provinciale bekomen. In 2009 zakte men direct weer.
Na twee opeenvolgende promoties in 2011/2012 en 2012/2013 keerde KSV Schriek terug in Eerste provinciale.
In het seizoen 2013/2014 mocht KSV Schriek dankzij een 4e plaats in de eindstand deelnemen aan de eindronde. Hierin werd de finale echter verloren tegen VC Herentals.

## Bekende (ex-)spelers
- Jan Verlinden
- Hans Somers
- Tom Verelst